# حسيني الأصفهاني
غياث الدين علي بن أميران الحسيني الأصفهاني هو طبيب وعالم فارسي عاش في القرن الخامس عشر، من مدينة أصفهان الإيرانية؛ ومن أشهر مؤلفاتها موسوعته، التي أُكملت في إحدى السنتين 1474 أو 1466. وقد تحدَّثت الموسوعة عن الأرصاد الجوية وعلم المعادن وعلم النباتات، وعلم التشريح. وعن أطروحة صغيرة في المواد الغذائية، والموسوعة محفوظة للآن في المكتبة الوطنية للمجموعات الطبية.